# バレンチノ (映画)
バレンチノ（英語: Valentino）は、1977年に公開されたアメリカ合衆国の伝記映画。サイレント映画時代のハリウッドで活躍した俳優ルドルフ・ヴァレンティノの生涯を描く。 
監督、脚本はケン・ラッセル。 出演はルドルフ・ヌレエフ、レスリー・キャロン、ミシェル・フィリップス、キャロル・ケイン。 

## キャスト
| 役名                 | 俳優                   | 日本語吹替                               |
| 役名                 | 俳優                   | TBS版                                    |
| -------------------- | ---------------------- | ---------------------------------------- |
| ルドルフ・バレンチノ | ルドルフ・ヌレエフ     | 金内吉男                                 |
| アラ・ナジモバ       | レスリー・キャロン     | 水城蘭子                                 |
| ナターシャ           | ミシェル・フィリップス | 鈴木弘子                                 |
| ジェーン             | キャロル・ケイン       | 小谷野美智子                             |
| 不明 その他          |                        | 藤本譲 上田敏也 大宮悌二 池田勝 広瀬正志 |
|                      |                        |                                          |
| 演出                 | 演出                   | 小林守夫                                 |
| 翻訳                 | 翻訳                   | 山田実                                   |
| 効果                 |                        |                                          |
| 調整                 |                        |                                          |
| 制作                 | 制作                   | 東北新社                                 |
| 解説                 | 解説                   | 荻昌弘                                   |
| 初回放送             | 初回放送               | 1981年5月25日 『月曜ロードショー』       |